# فرودگاه تیمینس/ویکتور ام. پاور
فرودگاه تیمینس/ویکتور ام. پاور (به انگلیسی: Timmins/Victor M. Power Airport) یک فرودگاه همگانی باربری با کد یاتا YTS است که یک باند فرود آسفالت دارد. این فرودگاه در کشور کانادا قرار دارد.

## شرکت‌های هواپیمایی و مقصدهای پروازی
Timmins Airport handles approximately 150,000 passengers per year, and acts as a mini hub with flights to many small communities in north-central Ontario.
| شرکت‌های هواپیمایی  | مقصدهای پروازی                                  |
| ------------------ | ----------------------------------------------- |
| Air Canada Express | پیرسون تورنتو                                   |
| Air Creebec        | اتوپیسکت، فورت آلبانی، کاشچوان، موسونی، پیوانوک |
| بیرسکین ایرلاینز   | کپوسکیسینگ، نورث بی/جک گارلند، سودبری، تاندر بی |
| پورتر ایرلاینز     | شهری بیلی بیشاپ تورنتو                          |
| تاندر ایرلاینز     | اتوپیسکت، فورت آلبانی، کاشچوان، موسونی، پیوانوک |

### باری
| شرکت‌های هواپیمایی                             | مقصدهای پروازی        |
| --------------------------------------------- | --------------------- |
| فدکس اکسپرس اجرا توسط Morningstar Air Express | سودبری، پیرسون تورنتو |
| تاندر ایرلاینز                                | Cargo Charters        |